# Cer(IV)-fluorid
Cer(IV)-fluorid ist eine chemische Verbindung des Cers aus der Gruppe der Fluoride.

## Gewinnung und Darstellung
Cer(IV)-fluorid kann durch Reaktion von Cer(III)-fluorid oder Cer(IV)-oxid mit Fluor bei 500 °C gewonnen werden.
{\displaystyle {\ce {2 CeF3 + F2 -> 2 CeF4}}}
{\displaystyle {\ce {CeO2 + 2 F2 -> CeF4 + O2}}}

## Eigenschaften
Cer(IV)-fluorid ist ein weißer Feststoff, der unlöslich in Wasser ist und in kaltem Wasser nur sehr langsam hydrolysiert. Er lässt sich durch Wasserstoff bei 300 °C zu Cer(III)-fluorid reduzieren. Er besitzt eine Kristallstruktur vom Uran(IV)-fluorid-Typ.

## Verwendung
Cer(IV)-fluorid wird für die Fluorierung von Kohlenwasserstoffen, zur Synthese von Cer(IV)-Verbindungen und als Katalysator für die Hantzsch-Reaktion verwendet.